# Studia Hegeliana
Studia Hegeliana es la revista académica oficial de la Sociedad Española de Estudios sobre Hegel, publicada por la Universidad de Málaga. La Sociedad Española de Estudios Hegelianos es una organización fundada en 1996 con el objetivo de promover el estudio de la filosofía de Hegel. Está dedicada a explorar el pensamiento hegeliano en el contexto más amplio del idealismo alemán, su papel en la historia de la filosofía y su relevancia actual en los movimientos filosóficos y culturales contemporáneos. En consonancia con esta misión, la revista publica artículos académicos centrados en estas temáticas. Su público principal está compuesto por especialistas e investigadores en filosofía idealista.